# Școala municipală de fizică și de chimie industrială a orașului Paris
Școala municipală de fizică și de chimie industrială a orașului Paris (École supérieure de physique et de chimie industrielles de la ville de Paris, ESPCI ParisTech), fondată în anul 1882, este o universitate tehnică de stat din Paris (Franța).

## Secții
- Master

Domeniu: Inginerie 
- Doctorat

Domeniu: fizică, chimie, biologie, biotehnologie
- MOOC.

## Profesori de vază
- Éliane Montel, chimistă și fiziciană franceză

## Absolvenți celebri
- Paul Boucherot, inginer francez
- Frédéric Joliot-Curie, fost un chimist francez, laureat al Premiului Nobel pentru chimie (1935)
- Paul Langevin, fizician și inventator francez
- Paul-Gilbert Langevin, muzicolog și fizician francez.